# Фрегувиль
Фрегуви́ль (фр. Frégouville) — коммуна во Франции, находится в регионе Юг — Пиренеи. Департамент — Жер. Входит в состав кантона Л’Иль-Журден. Округ коммуны — Ош.
Код INSEE коммуны — 32134.

## География

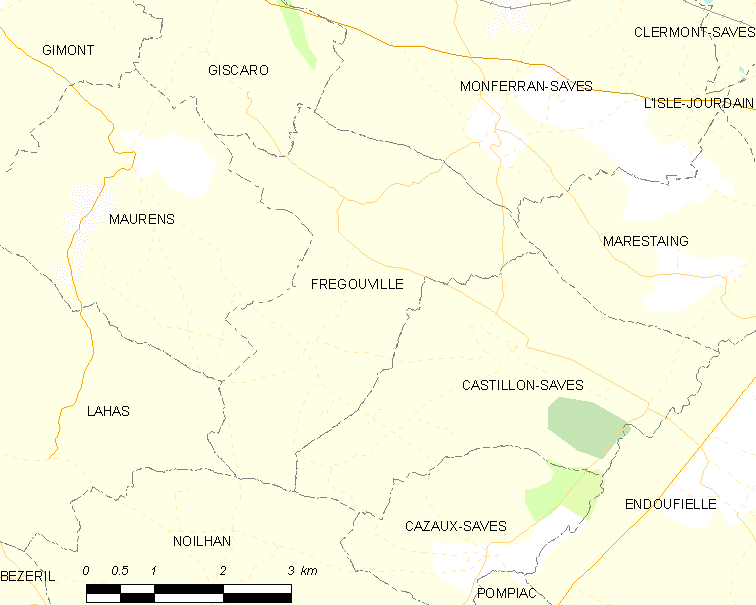
Карта коммуны

Коммуна расположена приблизительно в 600 км к югу от Парижа, в 40 км западнее Тулузы, в 31 км к востоку от Оша.

## Климат
Климат умеренно-океанический. Лето жаркое и немного дождливое, температура часто превышает 35 °С. Зимой часто бывает отрицательная температура и ночные заморозки. Годовое количество осадков — 700—900 мм.

## Население
Население коммуны на 2010 год составляло 325 человек.
| 1962 | 1968 | 1975 | 1982 | 1990 | 1999 | 2010 |
| ---- | ---- | ---- | ---- | ---- | ---- | ---- |
| 232  | 197  | 167  | 178  | 191  | 201  | 325  |

## Администрация
| Период | Период | Фамилия         | Партия | Примечания |
| ------ | ------ | --------------- | ------ | ---------- |
| 2001   | 2008   | Клод Кобе       |        |            |
| 2008   | 2020   | Жан-Клод Дароль |        |            |

## Экономика
В 2010 году среди 215 человек трудоспособного возраста (15-64 лет) 168 были экономически активными, 47 — неактивными (показатель активности — 78,1 %, в 1999 году было 76,0 %). Из 168 активных жителей работали 161 человек (87 мужчин и 74 женщины), безработных было 7 (3 мужчин и 4 женщины). Среди 47 неактивных 20 человек были учениками или студентами, 16 — пенсионерами, 11 были неактивными по другим причинам.